# Registro de Repositorios de Acceso Abierto (ROAR)
El Registro de Repositorios de Acceso Abierto (ROAR, por su sigla en inglés) es una base de datos internacional de búsqueda que indexa la creación, ubicación y crecimiento de los repositorios institucionales de acceso abierto y sus contenidos. ROAR fue creado por EPrints en la Universidad de Southampton, Reino Unido, en 2003. Comenzó como el Registro de Archivos Institucionales y pasó a llamarse Registro de Repositorios de Acceso Abierto en 2006. Hasta la fecha, se han registrado más de 4.000 repositorios institucionales e interinstitucionales.
A partir de 2015, ROAR y el Directorio de Repositorios de Acceso Abierto (OpenDOAR), con sede en el Reino Unido, se consideran los dos directorios web de acceso abierto líderes a nivel mundial. ROAR es el directorio más grande y permite envíos directos al directorio. OpenDOAR controla el envío de materiales y depende de la discreción de su personal. OpenDOAR requiere acceso abierto a publicaciones académicas; mientras que ROAR permite incluir otros tipos de materiales. ROAR permite el filtrado por país, tipo de repositorio y ordenación por nombre de repositorio ".

## ROARMAP

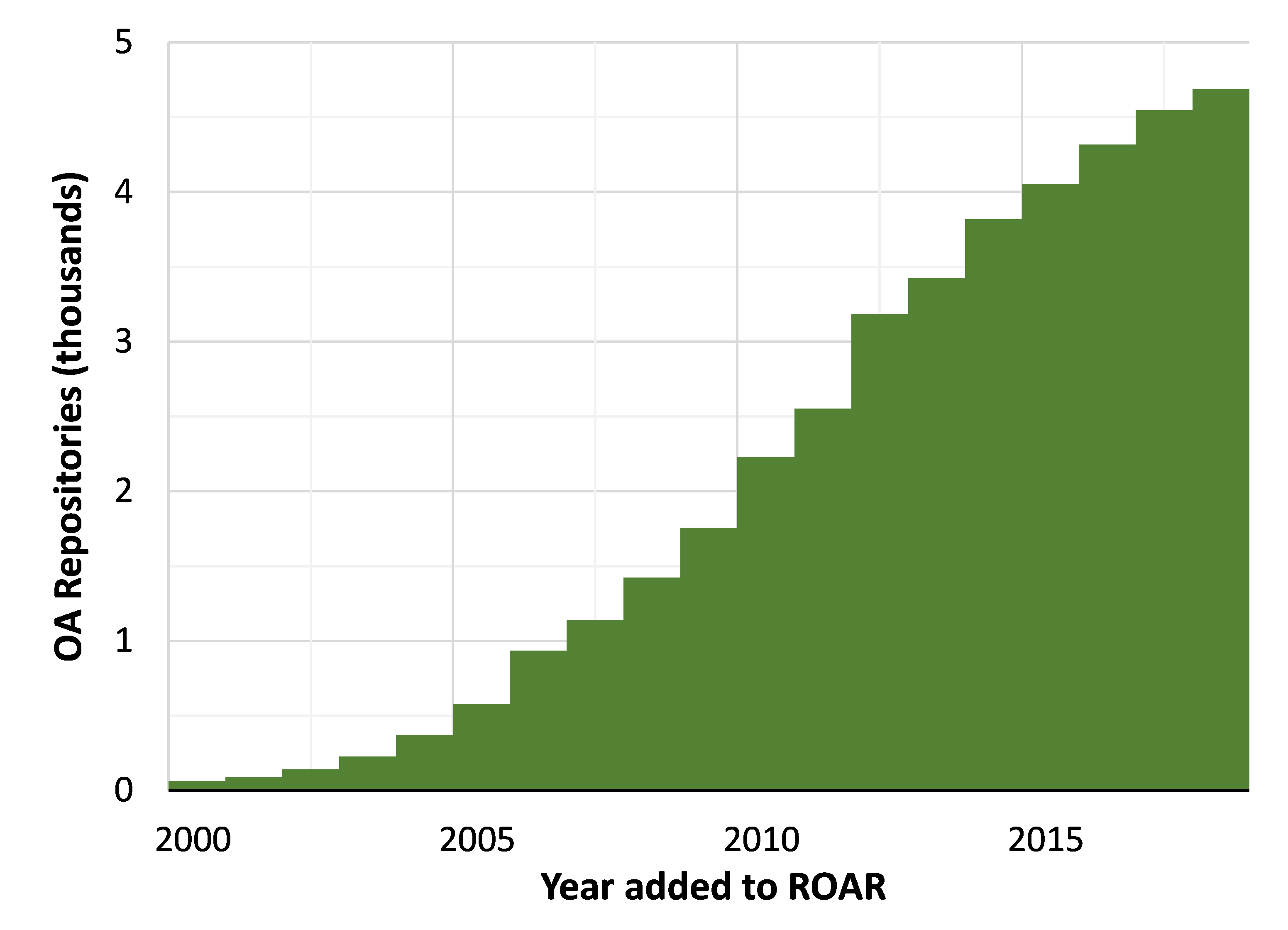
Crecimiento de repositorios de acceso abierto incluidos en el ROAR, 2000-2018.

El complementario Registro ROAR de Mandatos y Políticas de Repositorio de Acceso Abierto (ROARMAP) es una base de datos internacional de políticas con capacidad de búsqueda. Permite seguir el crecimiento de los mandatos y políticas de acceso abierto adoptados por universidades, institutos de investigación y fondos de investigación que requieren que sus investigadores proporcionen acceso abierto a los resultados de sus artículos de investigación revisados por pares al depositarlos en un repositorio institucional de acceso abierto. 
Fue creado por EPrints en la Universidad de Southampton en 2003. El Registro de Políticas de Autoarchivo Institucional se convirtió en el Registro de Políticas de Archivado de Material de Repositorio de Acceso Abierto en 2006, luego en el Registro de Políticas de Archivado Obligatorio de Repositorios de Acceso Abierto, y luego en el Registro de Mandatos y Políticas de Repositorio de Acceso Abierto alrededor de 2014.
Los mandatos de ROARMAP se clasifican en términos de fuerza y eficacia en MELIBEA. A partir de octubre de 2015, más de 520 universidades y más de 75 financiadores de investigación de todo el mundo han adoptado mandatos de acceso abierto.